# Brezje (Sveti Juraj na Bregu)
Brezje is een plaats in de gemeente Sveti Juraj na Bregu in de Kroatische provincie Međimurje. De plaats telt 765 inwoners (2001).